# ماریو ویتاله
ماریو ویتاله (به ایتالیایی: Mario Vitale) هنرپیشه اهل ایتالیا است.
از فیلم‌ها یا مجموعه‌های تلویزیونی که وی در آن‌ها نقش داشته است، می‌توان به استرومبولی و سرنوشت اشاره نمود.